# Fruitdale (Alabama)
Fruitdale – jednostka osadnicza w Stanach Zjednoczonych, w stanie Alabama, w hrabstwie Washington.